# Hackelochloa granularis
Hackelochloa granularis là một loài thực vật có hoa trong họ Hòa thảo. Loài này được (L.) Kuntze mô tả khoa học đầu tiên năm 1891.